# Quel nano infame
Quel nano infame (Little Man) è un film statunitense del 2006 con Marlon Wayans, Shawn Wayans, Kerry Washington, e Tracy Morgan. Il film è stato sceneggiato da Keenen, Marlon e Shawn Wayans, e diretto da Keenen.

## Trama
Appena uscito dal carcere, il nano criminale Calvin Sims si unisce al suo complice Percy, nel furto di un prezioso diamante, che si chiama "Diamante della Regina" per ordine di un mafioso, il signor Walken. La polizia sta per prendere i due malviventi e, per nascondere la refurtiva, Calvin nasconde il diamante nella borsa dell'inconsapevole Vanessa Edwards.
Sapendo che Vanessa e il marito Darryl (soprattutto lui) vogliono un bambino, Percy studia un piano per recuperare il diamante. Sfruttando le sue piccole dimensioni, Calvin si finge un bebè per introdursi in casa di Darryl e Vanessa. Convinti che si tratti di un inaspettato dono del cielo, i due sposi decidono di adottare il "piccolo" Calvin, che sfrutta ogni occasione per riprendersi il diamante, venendo però visto con sospetto dal padre di Vanessa, che abita nella loro casa. Durante però il tempo trascorso con Darryl e Vanessa, Calvin inizia ad affezionarsi a loro, rendendosi conto di non aver mai avuto dei genitori che lo accudiscono con tanta cura.
Un giorno però Calvin, venendo scoperto dal suocero di Darryl Pops, gli rivela di aver partecipato alla rapina, ma quando lui tenta di avvisare il genero e la figlia, loro lo prendono per pazzo e lo mandano in un ospedale psichiatrico. Ma Darryl Edwards scopre invece, che il suocero aveva ragione, avendo nascosto una telecamera nell'orsetto di peluche che aveva regalato a Calvin per il suo compleanno.
Frattanto sopraggiunge Walken con i suoi scagnozzi, che scambiando Darryl per il partner di Percy, lo iniziano a interrogare sul diamante, che Calvin ha portato via dopo essere stato scoperto, ma sapendo che Darryl verrà ucciso, decide di tornare indietro e salvarlo, e ci riesce. Dopo l'arresto di Walken e dei suoi scagnozzi, Darryl fa rendere a Calvin il diamante, che frutterà loro una ricompensa in denaro offerto dalla polizia. Alla fine i due, troppo affezionati per separarsi, decidono di recarsi in un bar come padre e figlio.
Nel finale si vede Calvin e il padre di Vanessa (che alla fine lo accetta come parte della famiglia) che accudiscono il figlio della coppia, una copia esatta di Calvin, deducendo che Darryl non è suo padre.

## Accoglienza

### Incassi
Con un budget di 64.000.000 di $, ne incassa totalmente 101.595.121$. In Italia ne guadagna 662.306 $ (567.550,10 €).

## Critica
Il film ha ricevuto durante l'edizione dei Razzie Awards 2006 quattro nomination come Peggior film, Peggior attore protagonista per Marlon, Shawn Wayans e Rob Schneider, Peggior regista per Keenen Ivory Wayans, Peggior sceneggiatura per Keenen, Marlon e Shawn Wayans e tre vittorie per il Peggior attore protagonista e Peggior coppia per Marlon Wayans, Shawn Wayans e Peggior remake o rip-off.